# Vòng loại Giải vô địch bóng đá thế giới 2010 – Khu vực châu Đại Dương
Vòng loại giải vô địch bóng đá thế giới 2010 khu vực châu Đại Dương sẽ chọn ra một đội để tranh một suất dự vòng chung kết giải vô địch bóng đá thế giới 2010 tại Nam Phi với đội đứng thứ 5 khu vực châu Á (AFC). Liên đoàn bóng đá châu Đại Dương là liên đoàn duy nhất không có suất trực tiếp tham dự vòng chung kết.

## Thể thức thi đấu
Vòng loại tại khu vực châu Đại Dương được chia thành 2 giai đoạn. Tại giai đoạn sơ loại cũng là giải thi đấu bóng đá thuộc Đại hội Thể thao Thái Bình Dương năm 2007 tại Samoa, 10 đội được chia thành 2 bảng đấu vòng tròn 1 lượt. 2 đội xếp đầu mỗi bảng tiếp tục thi đấu để chọn 3 đội giành quyền vào giai đoạn 2.
Riêng Tuvalu không phải là thành viên của FIFA nên dù có đoạt huy chương ở đại hội cũng không có cơ hội lọt vào vòng sau. Papua New Guinea dù có tên trong danh sách đăng ký tham dự World Cup 2010 của FIFA nhưng không cử đội tuyển tham dự Đại hội nên chính thức bị loại khỏi cuộc chơi.
Giai đoạn 2 là Cúp bóng đá châu Đại Dương gồm đội đương kim vô địch New Zealand và 3 đội đoạt huy chương tại Đại hội Thể thao Thái Bình Dương.

## Vòng 1

### Vòng bảng

#### Nhóm A
| Đội                | Số trận | Thắng | Hòa | Thua | Bàn thắng | Bàn thua | Hiệu số | Điểm |
| ------------------ | ------- | ----- | --- | ---- | --------- | -------- | ------- | ---- |
| Fiji               | 4       | 3     | 1   | 0    | 25        | 1        | +24     | 10   |
| Nouvelle-Calédonie | 4       | 3     | 1   | 0    | 6         | 1        | +5      | 10   |
| Tahiti             | 4       | 1     | 1   | 2    | 2         | 6        | −4      | 4    |
| Quần đảo Cook      | 4       | 1     | 0   | 3    | 4         | 9        | −5      | 3    |
| Tuvalu *           | 4       | 0     | 1   | 3    | 2         | 22       | −20     | 1    |

|                    | Quần đảo Cook | Fiji  | Nouvelle-Calédonie | Polynésie thuộc Pháp | Tuvalu |
| ------------------ | ------------- | ----- | ------------------ | -------------------- | ------ |
| Quần đảo Cook      |               | 0 – 4 | 0 – 3              | 0 – 1                | 4 – 1  |
| Fiji               |               |       | 1 – 1              | 4 – 0                | 16 – 0 |
| Nouvelle-Calédonie |               |       |                    | 1 – 0                | 1 – 0  |
| Tahiti             |               |       |                    |                      | 1 – 1  |
| Tuvalu             |               |       |                    |                      |        |

* Tuvalu là đội duy nhất không phải là thành viên của FIFA giành quyền tham dự vòng loại World Cup.
| Tahiti | 0–1      | Nouvelle-Calédonie |
| ------ | -------- | ------------------ |
|        | Chi tiết | Wajoka 9' (ph.đ.)  |

| Fiji | 16 – 0 | Tuvalu |
| --- | ------ | ------ |
| Krishna 6', 14', 22' · Rabo 11', 34', 45' · Baleitoga 17' · Tiwa 28', 30' · Vakatalesau 42', 46', 65', 73', 82', 89' · Finau 68' (ph.đ.) | Report |        |

| Tuvalu | 0–1      | Nouvelle-Calédonie |
| ------ | -------- | ------------------ |
|        | Chi tiết | Kabeu 52'          |

| Fiji                                                      | 4–0      | Quần đảo Cook |
| --------------------------------------------------------- | -------- | ------------- |
| Vakatalesau 19' · Waqa 40' · Bukalidi 63' · Kainihewe 82' | Chi tiết |               |

| Tuvalu     | 1–1      | Tahiti         |
| ---------- | -------- | -------------- |
| Sekifu 87' | Chi tiết | Williams 45+1' |

| Nouvelle-Calédonie  | 3–0      | Quần đảo Cook |
| ------------------- | -------- | ------------- |
| Kabeu 35', 51', 85' | Chi tiết |               |

| Quần đảo Cook                                  | 4–1      | Tuvalu            |
| ---------------------------------------------- | -------- | ----------------- |
| Mateariki 28', 69' · Le Mouton 88' · Tom 90+3' | Chi tiết | Willis 83' (l.n.) |

| Tahiti | 0–4      | Fiji                                            |
| ------ | -------- | ----------------------------------------------- |
|        | Chi tiết | Waqa 17' · Baleitoga 38' · Vakatalesau 49', 73' |

| Nouvelle-Calédonie | 1–1      | Fiji          |
| ------------------ | -------- | ------------- |
| Wajoka 44'         | Chi tiết | Kainihewe 56' |

| Quần đảo Cook | 0–1      | Tahiti      |
| ------------- | -------- | ----------- |
|               | Chi tiết | Tinorua 64' |

#### Nhóm B
| Đội              | Số trận | Thắng | Hòa | Thua | Bàn thắng | Bàn thua | Hiệu số | Điểm |
| ---------------- | ------- | ----- | --- | ---- | --------- | -------- | ------- | ---- |
| Quần đảo Solomon | 4       | 4     | 0   | 0    | 21        | 1        | +20     | 12   |
| Vanuatu          | 4       | 3     | 0   | 1    | 23        | 3        | +20     | 9    |
| Samoa            | 4       | 2     | 0   | 2    | 9         | 8        | +1      | 6    |
| Tonga            | 4       | 1     | 0   | 3    | 6         | 10       | −4      | 3    |
| Samoa thuộc Mỹ   | 4       | 0     | 0   | 4    | 1         | 38       | −37     | 0    |

|                  | Samoa thuộc Mỹ | Samoa | Quần đảo Solomon | Tonga | Vanuatu |
| ---------------- | -------------- | ----- | ---------------- | ----- | ------- |
| Samoa thuộc Mỹ   |                | 0 – 7 | 1 – 12           | 0 – 4 | 0 – 15  |
| Samoa            |                |       | 0 – 3            | 2 – 1 | 0 – 4   |
| Quần đảo Solomon |                |       |                  | 4 – 0 | 2 – 0   |
| Tonga            |                |       |                  |       | 1 – 4   |
| Vanuatu          |                |       |                  |       |         |

| Quần đảo Solomon | 12–1     | Samoa thuộc Mỹ  |
| --- | -------- | --------------- |
| Totori 12', 15' · Menapi 20' (ph.đ.), 41', 75', 82' · Fa'arodo 43' · Waita 58', 85' · Bebeu 69' · Molea 77' · Takayama 90+2' | Chi tiết | Ott 55' (ph.đ.) |

| Vanuatu                                             | 4–0      | Samoa |
| --------------------------------------------------- | -------- | ----- |
| Iwai 21' · Naprapol 43' · Poida 66' · Soromon 90+2' | Chi tiết |       |

| Quần đảo Solomon                           | 4–0      | Tonga |
| ------------------------------------------ | -------- | ----- |
| Menapi 5', 12' · Fa'arodo 51' · Maemae 66' | Chi tiết |       |

| Samoa thuộc Mỹ | 0–7      | Samoa                                                                              |
| -------------- | -------- | ---------------------------------------------------------------------------------- |
|                | Chi tiết | Tumua 24', 51' · Faaiuaso 29' · Cahill 43' (ph.đ.), 67' · Fonoti 61' · Michael 76' |

| Samoa thuộc Mỹ | 0–15   | Vanuatu |
| -------------- | ------ | --- |
|                | Report | Poida 19' · Mermer 24', 45', 45+1', 68' · Sakama 43', 79', 90+1' · Chichirua 56' · Iwai 62' · Tomake 72' · Soromon 81', 84', 86', 90+2' |

| Samoa                       | 2–1      | Tonga    |
| --------------------------- | -------- | -------- |
| Faaiuaso 45+1' · Taylor 83' | Chi tiết | Feao 54' |

| Tonga                                              | 4–0      | Samoa thuộc Mỹ |
| -------------------------------------------------- | -------- | -------------- |
| Moala 37' (ph.đ.) · Palu 54', 61' · K. Uhatahi 86' | Chi tiết |                |

| Vanuatu | 0–2      | Quần đảo Solomon         |
| ------- | -------- | ------------------------ |
|         | Chi tiết | Bebeu 60' · Fa'arodo 64' |

| Samoa | 0–3      | Quần đảo Solomon            |
| ----- | -------- | --------------------------- |
|       | Chi tiết | Totori 1', 37' · Maemae 69' |

| Tonga       | 1–4      | Vanuatu                           |
| ----------- | -------- | --------------------------------- |
| Savieti 50' | Chi tiết | Soromon 24', 34', 41' · Maleb 76' |

### Vòng đấu loại trực tiếp

#### Tóm tắt
|  | Bán kết            | Bán kết |                    |   | Chung kết | Chung kết |
|  |                    |         |                    |   |           |           |
|  | Apia, 5 tháng 9    |         |                    |   |           |           |
|  |                    |         |                    |   |           |           |
|  | Quần đảo Solomon   | 2       |                    |   |           |           |
|  | Quần đảo Solomon   | 2       | Apia, 7 tháng 9    |   |           |           |
|  | Nouvelle-Calédonie | 3       |                    |   |           |           |
|  | Nouvelle-Calédonie | 3       | Nouvelle-Calédonie | 1 |           |           |
|  | Apia, 5 tháng 9    |         | Nouvelle-Calédonie | 1 |           |           |
|  |                    | Fiji    | 0                  |   |           |           |
|  | Fiji               | Fiji    | 0                  | 3 |           |           |
|  | Fiji               |         |                    | 3 |           |           |
|  | Vanuatu            | 0       |                    |   |           |           |
|  | Vanuatu            | 0       | Tranh hạng ba      |   |           |           |
|  |                    |         |                    |   |           |           |
|  | Apia, 7 tháng 9    |         |                    |   |           |           |
|  |                    |         |                    |   |           |           |
|  | Quần đảo Solomon   | 0       |                    |   |           |           |
|  | Quần đảo Solomon   | 0       |                    |   |           |           |
|  | Vanuatu            | 2       |                    |   |           |           |

#### Bán kết
| Quần đảo Solomon          | 2–3      | Nouvelle-Calédonie                      |
| ------------------------- | -------- | --------------------------------------- |
| Fa'arodo 40' · Menapi 47' | Chi tiết | Kabeu 37' · P. Toto 54' · Mercier 90+4' |

| Fiji                                                  | 3–0      | Vanuatu |
| ----------------------------------------------------- | -------- | ------- |
| Baleitoga 44' · Vakatalesau 69' (ph.đ.) · Krishna 70' | Chi tiết |         |

#### Tranh hạng ba
| Quần đảo Solomon | 0–2      | Vanuatu                    |
| ---------------- | -------- | -------------------------- |
|                  | Chi tiết | Soromon 45+3' · Sakama 50' |

#### Chung kết
| Nouvelle-Calédonie | 1–0      | Fiji |
| ------------------ | -------- | ---- |
| Hmae 61'           | Chi tiết |      |

- Ba đội đoạt huy chương:  Nouvelle-Calédonie,  Fiji,  Vanuatu giành quyền tham dự Cúp bóng đá châu Đại Dương 2008 - đồng thời cũng là giai đoạn 2 Vòng loại giải vô địch bóng đá thế giới 2010 khu vực châu Đại Dương.

### Thông tin thêm
- Đội trưởng Novelle-Calédonie, Pierre Wajoka, trở thành cầu thủ đầu tiên ghi bàn tại vòng loại World Cup 2010, sau khi sút thành công quả penalty vào phút thứ 9 trong trận ra quân gặp Tahiti ngày 25 tháng 8 năm 2007.
- Tuvalu trở thành đội đầu tiên không phải là thành viên của FIFA tham gia một trận đấu do Liên đoàn bóng đá thế giới tổ chức, bởi vì tất cả các trận đấu của đội ở giải đều nằm trong khuôn khổ thi đấu của FIFA.

## Vòng 2
| Đội tuyển          | St | T | H | B | Bt | Bb | Hs | Điểm |
| ------------------ | -- | - | - | - | -- | -- | -- | ---- |
| New Zealand        | 6  | 5 | 0 | 1 | 14 | 5  | +9 | 15   |
| Nouvelle-Calédonie | 6  | 2 | 2 | 2 | 12 | 10 | +2 | 8    |
| Fiji               | 6  | 2 | 1 | 3 | 8  | 11 | −3 | 7    |
| Vanuatu            | 6  | 1 | 1 | 4 | 5  | 13 | −8 | 4    |

|                    | Fiji  | Nouvelle-Calédonie | New Zealand | Vanuatu |
| ------------------ | ----- | ------------------ | ----------- | ------- |
| Fiji               | –     | 3 – 3              | 0 – 2       | 2 – 0   |
| Nouvelle-Calédonie | 4 – 0 | –                  | 1 – 3       | 3 – 0   |
| New Zealand        | 0 – 2 | 3 – 0              | –           | 4 – 1   |
| Vanuatu            | 2 – 1 | 1 – 1              | 1 – 2       | –       |

| Đội tuyển          | St | T | H | B | Bt | Bb | Hs | Điểm |
| ------------------ | -- | - | - | - | -- | -- | -- | ---- |
| New Zealand        | 6  | 5 | 0 | 1 | 14 | 5  | +9 | 15   |
| Nouvelle-Calédonie | 6  | 2 | 2 | 2 | 12 | 10 | +2 | 8    |
| Fiji               | 6  | 2 | 1 | 3 | 8  | 11 | −3 | 7    |
| Vanuatu            | 6  | 1 | 1 | 4 | 5  | 13 | −8 | 4    |

|                    | Fiji  | Nouvelle-Calédonie | New Zealand | Vanuatu |
| ------------------ | ----- | ------------------ | ----------- | ------- |
| Fiji               | –     | 3 – 3              | 0 – 2       | 2 – 0   |
| Nouvelle-Calédonie | 4 – 0 | –                  | 1 – 3       | 3 – 0   |
| New Zealand        | 0 – 2 | 3 – 0              | –           | 4 – 1   |
| Vanuatu            | 2 – 1 | 1 – 1              | 1 – 2       | –       |

| Fiji | 0–2      | New Zealand               |
| ---- | -------- | ------------------------- |
|      | Chi tiết | Vicelich 37' · Smeltz 86' |

| Vanuatu      | 1–2      | New Zealand                 |
| ------------ | -------- | --------------------------- |
| Naprapol 32' | Chi tiết | Smeltz 53' · Mulligan 90+3' |

| Fiji                             | 3–3      | Nouvelle-Calédonie                     |
| -------------------------------- | -------- | -------------------------------------- |
| Nawatu 2' · Vakatalesau 27', 86' | Chi tiết | Gjamaci 66' · Kaudre 83' · M. Hmaé 87' |

| New Zealand                                 | 4–1      | Vanuatu    |
| ------------------------------------------- | -------- | ---------- |
| Mulligan 17', 81' · Smeltz 29' (ph.đ.), 34' | Chi tiết | Sakama 50' |

| Nouvelle-Calédonie                                | 4–0      | Fiji |
| ------------------------------------------------- | -------- | ---- |
| Wajoka 29' (ph.đ.) · M. Hmaé 32', 61' · Mapou 64' | Chi tiết |      |

| Vanuatu    | 1–1      | Nouvelle-Calédonie |
| ---------- | -------- | ------------------ |
| Mermer 77' | Chi tiết | Djamali 73'        |

| Nouvelle-Calédonie                    | 3–0      | Vanuatu |
| ------------------------------------- | -------- | ------- |
| Wajoka 36' · M. Hmaé 60' · Diaike 87' | Chi tiết |         |

| Fiji                    | 2–0      | Vanuatu |
| ----------------------- | -------- | ------- |
| Kumar 7' · Dunadamu 87' | Chi tiết |         |

| Nouvelle-Calédonie | 1–3      | New Zealand                   |
| ------------------ | -------- | ----------------------------- |
| M. Hmaé 55'        | Chi tiết | Sigmund 16' · Smeltz 65', 75' |

| Vanuatu                  | 2–1      | Fiji           |
| ------------------------ | -------- | -------------- |
| Sakama 59' · Malas 90+2' | Chi tiết | Dunadamu 90+3' |

| New Zealand                    | 3–0      | Nouvelle-Calédonie |
| ------------------------------ | -------- | ------------------ |
| Smeltz 49', 76' · Christie 69' | Chi tiết |                    |

| New Zealand | 0–2      | Fiji             |
| ----------- | -------- | ---------------- |
|             | Chi tiết | Krishna 63', 90' |

### Cầu thủ ghi bàn
Đã có 39 bàn thắng ghi được trong 12 trận đấu, trung bình 3.25 bàn thắng mỗi trận đấu.
8 bàn thắng
- Shane Smeltz

5 bàn thắng
- Michel Hmaé

3 bàn thắng
- David Mulligan

2 bàn thắng
- Maciu Dunadamu
- Roy Krishna
- Osea Vakatalesau
- Pierre Wajoka
- Francois Sakama

1 bàn thắng
- Salesh Kumar
- Valerio Nawatu
- Patrick Diaike
- Ramon Djamali
- Ramon Gjamaci
- Mael Kaudre
- Marius Mapou
- Jeremy Christie
- Ben Sigmund
- Ivan Vicelich
- Derek Malas
- Etienne Mermer
- Jean Nako Naprapol